# ميزونامي غيفو
ميزونامي غيفو (بالإنجليزية: Mizunami, Gifu)‏ هي مدينة في اليابان في غيفو،  يقدر عدد سكانها بـ 40,030 نسمة .